# M92
М92 (NGC 6341) е кълбовиден звезден куп, разположен по посока на съзвездието Херкулес. Открит е от немския астроном Йохан Елерт Боде през 1777, и по-късно преоткрит от Шарл Месие на 18 март 1781. Купът се намира на 26 000 св.г. от Земята. Видимата му звездна величина е +6.3.